# Estrela do Norte FC
Estrela do Norte FC is een Braziliaanse voetbalclub uit de Braziliaanse stad Cachoeiro de Itapemirim. 
De club werd opgericht in 1916 en werd in 2014 voor het eerst staatskampioen, twee jaar later volgde echter een degradatie. In 2018 kon de club weer promotie afdwingen.

## Erelijst
Campeonato Capixaba
2014
Copa Espírito Santo de Futebol
2003, 2004, 2005